# Röstånga landskommun
Röstånga landskommun var en tidigare kommun i dåvarande Malmöhus län.

## Administrativ historik
I Röstånga socken i Onsjö härad i Skåne inrättades kommunen då 1862 års kommunalförordningar trädde i kraft på nyåret 1863. 
Vid storkommunreformen 1952 lades de tidigare kommunerna Ask, Billinge och Konga samman med Röstånga. 
I Röstånga kommun inrättades 15 november 1935 Röstånga municipalsamhälle som upplöstes vid utgången av 1966..
År 1969 upphörde Röstånga som egen kommun. Kommunen delades, varvid Billinge församling tillfördes Eslövs stad, sedan 1971 Eslövs kommun. Övriga delar tillfördes Svalövs kommun. 
Kommunkoden var 1217.

### Kyrklig tillhörighet
I kyrkligt hänseende tillhörde kommunen Röstånga församling. Den 1 januari 1952 tillkom församlingarna Ask, Billinge och Konga.

## Geografi
Röstånga landskommun omfattade den 1 januari 1952 en areal av 134,13 km², varav 133,46 km² land.

### Tätorter i kommunen 1960
| Tätort       | Folkmängd |
| ------------ | --------- |
| Röstånga     | 621       |
| Billinge     | 350       |
| Stockamöllan | 212       |

Tätortsgraden i kommunen var den 1 november 1960 41,5 procent.

## Politik

### Mandatfördelning i valen 1946-1966
| 7 | 10 |

| 17 |

| 14 | 13 | 3 | 5 |

| 33 |

| 13 | 12 | 3 | 7 |

| 31 |

| 11 | 15 | 2 | 7 |

| 30 | 5 |

| 12 | 14 | 5 | 4 |

| 30 | 5 |

| 11 | 13 | 6 | 5 |

| 32 |